# Aïn Deheb
Aïn Deheb (în arabă عين الذهب) este o comună din provincia Tiaret, Algeria.
Populația comunei este de 28.595 de locuitori (2008).